# Blackfire (DC comics)
Pour les articles homonymes, voir Blackfire.
Blackfire est un personnage de comics appartenant à l'univers de DC Comics. Elle apparut pour la première fois dans New Teen Titans no 22, créée par Marv Wolfman et George Perez.

## Histoire
Originaire de la planète Tamaran, De son vrai nom Komand'r, Blackfire est la sœur de Koriand'r alias Starfire des Teen Titans.
Le moment venu de décider laquelle des deux sœurs serait désignée reine de Tamaran, Komand'r se montra incapable de voler et la succession échut à Koriand'r.
Quand les deux sœurs furent envoyées s’entraîner avec les seigneurs de guerre d'Okaara, l'amère Komand'r s'allia avec la Citadelle, dirigeants du système de Vega, qui utilisa ses informations pour envahir sa planète. Le roi Myand'r de Tamaran livra alors sa sœur Koriand'r à la merci de la Citadelle en échange de la paix. Koriand'r subit alors six années de torture, ayant été livrée  par sa sœur Komand'r aux expériences des impitoyables Psions.
Mais  Koriand'r s'évade et trouva son chemin vers la terre où elle rencontre les Teen Titans.
Devenues Starfire et Blackfire, les deux sœurs s'affrontèrent à plusieurs reprises, mais Komand'r renonça à sa haine, libéra Tamaran du contrôle de la Citadelle et en devint la reine, avant l'apparente destruction de sa planète par un Mange-soleil, dévoreur d'étoiles.
Depuis, elle prit part à la guerre opposant le peuple de Rann au peuple de Thanagar qui fit l’objet de la mini-série The Rann-Thanagar War.

## Dans les autres médias

### Animation

#### Teen Titans: Les Jeunes Titans
Blackfire a fait quelques apparitions dans la série animée Teen Titans : Les Jeunes Titans en tant qu'antagoniste. Elle est présentée comme quasiment identique à Starfire physiquement, si ce n'est qu'elle possède des cheveux et yeux noirs au lieu de roux et verts, et que ses attaques d'énergie sont violettes au lieu de vertes. Starfire la considère comme beaucoup plus douée et forte qu'elle, et ne semble pas en mauvaises relations avec elle au début de la série.
Blackfire apparaît pour la première fois dans Sœurs ennemies, où elle vient rendre visite à sa sœur, et passe quelque temps avec les Teen Titans. Elle offre alors à Starfire un pendentif précieux en cadeau. Rapidement, elle gagne la sympathie de tous, au désespoir de Starfire, qui, tout en n'osant pas s'en prendre à sa sœur, se sent oubliée et abandonnée. Bizarrement, l'arrivée de sa sœur coïncide avec des tentatives répétées de capture de Starfire par des appareils extra-terrestres. Lors de la dernière tentative, on découvre que Blackfire avait en réalité volé le pendentif, et qu'elle l'avait offert à Starfire pour la faire passer pour la vraie coupable. Après un bref combat contre Starfire, elle est emmenée en prison par les agents extra-terrestres tout en jurant vengeance à sa sœur.
Par la suite, elle est absente durant toutes les deux premières saisons, même si elle est brièvement évoquée par Starfire dans Transformation, où cette dernière affirme que sa sœur, durant sa période de transformation, est devenue vaguement violette pendant quelques jours.
Blackfire réapparaît dans l'épisode Fiançailles de la saison 3, où Starfire retourne sur Tamaran pour un mariage arrangé, les autres Titans l'accompagnant en tant qu'invités. À leur surprise, ils sont accueillis par Blackfire, devenue la dirigeante de Tamaran, qui explique à sa sœur les raisons du mariage, destiné à empêcher une guerre. Bien que réticente au premier abord, Starfire accepte pour le bien de son peuple. Cependant, Robin, Raven, Changelin et Cyborg découvrent que toute cette histoire n'est qu'une supercherie : il n'y a pas d'armée ennemie, et la véritable raison de ce mariage est en réalité un marché destiné à permettre à Blackfire d'obtenir un puissant artefact décuplant ses pouvoirs afin que plus personne ne puisse s'opposer à elle. Ils sont enfermés, mais parviennent à s'échapper, et Starfire, apprenant la vérité, défie sa sœur en combat singulier. Bien que celle-ci ait recours à son artefact, Starfire finit par l'emporter, et, devenue la nouvelle dirigeante de Tamaran, bannit Blackfire de la planète. Après quoi, elle confie sa nouvelle charge à l'un de ses proches afin de pouvoir rentrer sur Terre avec les autres Titans.
Dans cette version, Blackfire (Alicyn Packard [US] - Jo Wyatt [UK, saisons 1-2 épisodes "La mauvaise humeur"] - Alex Kelly [UK, depuis "La mauvaise humeur" saison 2] possède exactement les mêmes facultés que Starfire, y compris le pouvoir de voler (alors qu'elle ne le peut pas dans le comic).

#### Autres séries
Dans la série hors continuité Teen Titans Go ! Blackfire apparaît dans l'épisode Monsieur Popotin ("Mister Butt" en vo). Elle manipule encore sa sœur pour échapper à des policiers extra-terrestres, mais à la fin de l'épisode, les Titans réussissent à lui montrer à quel point Starfire tient à elle. Elle finit par regretter ses actions et veut devenir une meilleure grande sœur.
Dans la série DC Super Hero Girls, Blackfire est un personnage secondaire. Elle apparait dans "Journée entre sœurs (Day of Fun-Ship)" (saison 3, épisode 11), où elle et Starfire font une sortie au zoo où elles affronteront King Shark. Elle fait également un caméo dans Le Danse Club Tamaranien (saison 4, épisodes 21 et 22).

### Jeux vidéo
Blackfire est un personnage jouable dans DC Unchained.